# جوناثان كرايغ
جوناثان كرايغ (بالإنجليزية: Jonathan Craig)‏ هو سياسي بريطاني، ولد في 2 فبراير 1965 في ليسبورن في المملكة المتحدة. حزبياً، نشط في الحزب الديمقراطي الاتحادي. في انتخابات الجمعية التشريعية لأيرلندا الشمالية،  2007 ‏، انتخب عضو الجمعية التشريعية الثالثة لأيرلندا الشمالية عن دائرة وادي لاغان ‏ وقد انضم خلال فترته النيابية ‏ (9 مارس 2007 – 24 مارس 2011)  للكتلة البرلمانية الحزب الديمقراطي الاتحادي وفي انتخابات الجمعية التشريعية لأيرلندا الشمالية، 2011 ‏، انتخب عضو الجمعية التشريعية الرابعة لأيرلندا الشمالية ‏ عن دائرة وادي لاغان ‏ وقد انضم خلال فترته النيابية ‏ (6 مايو 2011 – 24 مارس 2016)  للكتلة البرلمانية الحزب الديمقراطي الاتحادي.